# Campionato europeo maschile di pallacanestro 1946
Il 4º Campionato Europeo Maschile di Pallacanestro FIBA (noto anche come FIBA EuroBasket 1946) si è tenuto dal 30 aprile al 4 maggio 1946 a Ginevra in Svizzera.
I Campionati europei maschili di pallacanestro sono una manifestazione biennale tra le squadre nazionali organizzato dalla FIBA Europe, questa edizione è stata la prima dopo la pausa dovuta alla seconda guerra mondiale e l'unica disputata in un anno pari. Dall'edizione successiva, riprenderanno la solita cadenza biennale.

## Sede delle partite
| Città   | Impianto         | Capienza |
| ------- | ---------------- | -------- |
| Ginevra | Le Bout-du-Monde | -        |

## Partecipanti
Le nazioni partecipanti sono dieci divise in tre gironi composti uno da quattro squadre e due da tre.
| Gruppo A                                    | Gruppo B                              | Gruppo C                             |
| ------------------------------------------- | ------------------------------------- | ------------------------------------ |
| - Italia - Lussemburgo - Polonia - Ungheria | - Inghilterra - Francia - Paesi Bassi | - Belgio - Svizzera - Cecoslovacchia |

## Gironi di qualificazione
Nei gironi di qualificazione la vincente di ogni partita conquista due punti, la perdente uno. Accedono alla semifinale le prime due del girone A e le prime dei gironi B e C, le seconde dei gironi B e C giocano per il quinto posto, le ultime due del gruppo A e le ultime dei gruppi B e C giocano per i posti dal settimo al decimo.

### Gruppo A
| Team           | V - P | Pf - Ps  | Pt | +/-  |
| -------------- | ----- | -------- | -- | ---- |
| 1. Italia      | 3 - 0 | 152 - 71 | 6  | +81  |
| 2. Ungheria    | 2 - 1 | 113 - 70 | 5  | +43  |
| 3. Polonia     | 1 - 2 | 91 - 102 | 4  | -11  |
| 4. Lussemburgo | 0 - 3 | 53 - 166 | 3  | -113 |

| Ginevra | Polonia | 45 – 28 (23-13) | Lussemburgo |  |

| Ginevra | Italia | 39 – 31 (15-13) | Ungheria |  |

| Ginevra | Lussemburgo | 10 – 48 (4-21) | Ungheria |  |

| Ginevra | Polonia | 25 – 40 (11-18) | Italia |  |

| Ginevra | Italia | 73 – 15 (36-5) | Lussemburgo |  |

| Ginevra | Polonia | 21 – 34 (8-13) | Ungheria |  |

### Gruppo B
| Team           | V - P | Pf - Ps  | Pt | +/- |
| -------------- | ----- | -------- | -- | --- |
| 1. Francia     | 2 - 0 | 112 - 29 | 4  | +83 |
| 2. Paesi Bassi | 1 - 1 | 66 - 74  | 3  | -8  |
| 3. Inghilterra | 0 - 2 | 38 - 113 | 2  | -75 |

| Ginevra | Inghilterra | 27 – 48 (6-24) | Paesi Bassi |  |

| Ginevra | Inghilterra | 11 – 65 (5-31) | Francia |  |

| Ginevra | Francia | 47 – 18 (24-11) | Paesi Bassi |  |

### Gruppo C
| Team              | V - P | Pf - Ps | Pt | +/- |
| ----------------- | ----- | ------- | -- | --- |
| 1. Cecoslovacchia | 2 - 0 | 58 - 50 | 4  | +8  |
| 2. Svizzera       | 1 - 1 | 50 - 43 | 3  | +7  |
| 3. Belgio         | 0 - 2 | 56 - 71 | 2  | -15 |

| Ginevra | Cecoslovacchia | 20 – 17 (12-7) | Svizzera |  |

| Ginevra | Belgio | 23 – 33 (8-15) | Svizzera |  |

| Ginevra | Belgio | 33 – 38 (13-21) | Cecoslovacchia |  |

## Fase a eliminazione diretta

### Torneo finale
|  | Semifinali     | Semifinali     | Semifinali |        |                | Primo posto    | Primo posto | Primo posto |  |
|  |                |                |            |        |                |                |             |             |  |
|  | Cecoslovacchia | Cecoslovacchia | 42         |        |                |                |             |             |  |
|  | Cecoslovacchia | Cecoslovacchia | 42         |        |                |                |             |             |  |
|  | Ungheria       | Ungheria       | 28         |        |                |                |             |             |  |
|  | Ungheria       | Ungheria       | 28         |        | Cecoslovacchia | Cecoslovacchia | 34          |             |  |
|  |                |                |            |        | Cecoslovacchia | Cecoslovacchia | 34          |             |  |
|  |                |                | Italia     | Italia | 32             |                |             |             |  |
|  | Italia         | Italia         | Italia     | Italia | 32             | 37             |             |             |  |
|  | Italia         | Italia         |            |        |                | 37             |             |             |  |
|  | Francia        | Francia        | 25         |        |                | Terzo Posto    | Terzo Posto | Terzo Posto |  |
|  | Francia        | Francia        | 25         |        |                |                |             |             |  |
|  |                |                |            |        |                |                |             |             |  |
|  |                |                |            |        |                | Ungheria       | Ungheria    | 38          |  |
|  |                |                |            |        |                | Ungheria       | Ungheria    | 38          |  |
|  |                |                |            |        |                | Francia        | Francia     | 32          |  |

### Torneo dal 7º all'10º posto
|  | Semifinali  | Semifinali  | Semifinali  |             |        | Settimo Posto | Settimo Posto | Settimo Posto |  |
|  |             |             |             |             |        |               |               |               |  |
|  | Inghilterra | Inghilterra | 27          |             |        |               |               |               |  |
|  | Inghilterra | Inghilterra | 27          |             |        |               |               |               |  |
|  | Lussemburgo | Lussemburgo | 50          |             |        |               |               |               |  |
|  | Lussemburgo | Lussemburgo | 50          |             | Belgio | Belgio        | 42            |               |  |
|  |             |             |             |             | Belgio | Belgio        | 42            |               |  |
|  |             |             | Lussemburgo | Lussemburgo | 11     |               |               |               |  |
|  | Polonia     | Polonia     | Lussemburgo | Lussemburgo | 11     | 22            |               |               |  |
|  | Polonia     | Polonia     |             |             |        | 22            |               |               |  |
|  | Belgio      | Belgio      | 39          |             |        | Nono posto    | Nono posto    | Nono posto    |  |
|  | Belgio      | Belgio      | 39          |             |        |               |               |               |  |
|  |             |             |             |             |        |               |               |               |  |
|  |             |             |             |             |        | Inghilterra   | Inghilterra   | 22            |  |
|  |             |             |             |             |        | Inghilterra   | Inghilterra   | 22            |  |
|  |             |             |             |             |        | Polonia       | Polonia       | 50            |  |

### Semifinali
7º - 10º posto
| Ginevra | Inghilterra | 27 – 50 (20-20) | Lussemburgo |  |

| Ginevra | Polonia | 22 – 39 (13-25) | Belgio |  |

1º - 4º posto
| Ginevra | Cecoslovacchia | 42 – 28 (26-12) | Ungheria |  |

| Ginevra | Italia | 37 – 25 (20-22) | Francia |  |

### Finali
- 9º posto

| Ginevra | Inghilterra | 22 – 50 (13-34) | Polonia |  |

- 7º posto

| Ginevra | Belgio | 42 – 11 (20-7) | Lussemburgo |  |

- 5º posto

| Ginevra | Paesi Bassi | 25 – 36 (9-16) | Svizzera |  |

- 3º posto

| Ginevra | Ungheria | 38 – 32 (18-15) | Francia |  |

- 1º posto

| Ginevra | Cecoslovacchia | 34 – 32 (18-21) | Italia |  |

## Classifica finale
| Campione d'Europa | Campione d'Europa | Campione d'Europa |
| --- | ----------------- | --- |
| Cecoslovacchia3 Drvota, 4 Bobocký, 5 Vondráček, 6 Šimáček, 7 Trpkoš, 8 Hluchý, 9 Hermann, 10 Křepela, 11 Dostál, 13 Ezr, 14 Nerad, 15 Stibitz, 16 Velenský, 17 Mrázek, 18 Toms, All. František Hájek |                   | |
| Argento | Italia            | Italia3 Marinelli, 5 Cattarini, 6 Vannini, 7 Pitacco, 8 Fagarazzi, 9 Rubini, 10 Bocciai, 11 S. Stefanini, 12 Pellarini, 14 De Nardus, 15 G. Stefanini, All. Mino Pasquini                                     |
| Bronzo | Ungheria          | Ungheria3 Mezőfi, 4 Bánkuti, 5 Bajári, 6 Velkei, 7 Kardos, 8 Vadászi, 9 Nagy, 10 Németh, 11 Királyhidi, 12 Rácz, All. István Király                                                                           |
| 4. | Francia           | Francia3 Buffière, 4 Duperray, 5 Busnel, 6 Perrier, 7 Tartary, 8 Rebuffic, 9 Chocat, 10 Chaumont, 11 Lesmayoux, 12 Frézot, 13 Étienne, 14 Specker, 15 Goeuriot, 16 Girardot, All. Paul Geist                  |
| 5. | Svizzera          | Svizzera3 Stockly, 4 Keller, 5 Winkler, 6 Hofmann, 7 Gallay, 8 Gujer, 9 Bossy, 10 Geiser, 12 Pollet, 13 Paré, 15 Wohler, 20 Sanguin, All. -                                                                   |
| 6. | Paesi Bassi       | Paesi Bassi3 van Laar, 4 J. Koper, 5 Mik, 6 van Someren, 7 Brandt, 8 Aldenberg, 9 H. Koper, 13 Kugelein, 14 Kunnen, 15 Gerritsma, All. Dick Schmüll                                                           |
| 7. | Belgio            | Belgio3 Van Wambeke, 4 Meuris, 5 Wijns, 6 Baert, 7 Hermans, 8 Kets, 9 Bernaer, 10 A. Hollanders, 11 Van De Goor, 12 H. Hollanders, 13 Rossius, 14 Van Basselaere, 15 De Haeck, 16 Servaes, All. Raymond Briot |
| 8. | Lussemburgo       | Lussemburgo3 Achen, 4 Bicheler, 5 Colling, 6 Heyart, 7 Kelsen, 8 Kohn, 9 Konsbruck, 10 Linck, 11 Poncin, 12 Scheuren, All. Henri Heyart                                                                       |
| 9. | Polonia           | Polonia3 Resich, 4 Iwanow-Ruszkiewicz, 5 Arlet, 6 Śmigielski, 7 Szymura, 8 Grzechowiak, 9 Jarczyński, 10 Stok, 12 Kasprzak, 14 Maleszewski, All. Józef Pachla                                                 |
| 10. | Inghilterra       | Inghilterra3 Hart, 4 Watson, 5 D. Legg, 6 Weston, 7 Dight, 8 Hunt, 9 Cole, 10 R. Legg, 11 Lee, 12 Hewitt, All. W. Browning                                                                                    |

## Premi individuali
- MVP del torneo:  Ferenc Németh